# بطولة آسيا للرماية بالبندقية 2014
أقيمت بطولة آسيا للرماية بالبندقية 2014 في نادي الفروسية والرماية والجولف في مدينة العين الإماراتية في الفترة من 1 إلى 10 نوفمبر 2014.

## ملخص الميداليات

### الرجال
| الألعاب                | الذهبية                                                                  | الفضية                                                                                   | البرونزية                                                            |
| ---------------------- | ------------------------------------------------------------------------ | ---------------------------------------------------------------------------------------- | -------------------------------------------------------------------- |
| رماية الأطباق          | عبد الرحمن الفيحان · الكويت                                              | محمد علي خجيم · قطر                                                                      | عبد الله بوحليبة · الإمارات العربية المتحدة                          |
| رماية الأطباق (فرق)    | الإمارات العربية المتحدة · ظاهر العرياني · حمد الكندي · عبد الله بوحليبة | قطر · راشد العذبة · محمد الرميحي · محمد علي خجيم                                         | الكويت · عبد الرحمن الفيحان · ناصر المقلد · طلال الرشيدي             |
| رماية الأطباق المزدوجة | أنكور ميتال · الهند                                                      | أحمد العفاسي · الكويت                                                                    | محمد عصاب · الهند                                                    |
| الرماية المزدوجة (فرق) | الكويت · أحمد العفاسي · حمد العفاسي · سعد المطيري                        | الإمارات العربية المتحدة · خالد الكعبي · يحيى المهيري · سيف الشامسي                      | الهند · محمد عصاب · سانغرام داهيا · أنكور ميتال                      |
| السكيت                 | سيف بن فطيس · الإمارات العربية المتحدة                                   | زيد المطيري · الكويت                                                                     | فلاديسلاف موخاميدييف · كازاخستان                                     |
| السكيت (فرق)           | الكويت · زيد المطيري · منصور الرشيدي · سعود حبيب                         | الإمارات العربية المتحدة · محمد حسين أحمد · سعيد بن مكتوم بن راشد آل مكتوم · سيف بن فطيس | كازاخستان · فيتالي كوليكوف · فلاديسلاف موخاميدييف · ألكسندر ييخشينكو |

### السيدات
| الألعاب       | الذهبية                                                           | الفضية                                                      | البرونزية                                                    |
| ------------- | ----------------------------------------------------------------- | ----------------------------------------------------------- | ------------------------------------------------------------ |
| الرماية       | سيما تومار · الهند                                                | ماريا دميتريينكو · كازاخستان                                | يوكيه ناكاياما · اليابان                                     |
| الرماية (فرق) | الهند · شاغون تشودهاري · شرياسي سينغ · سيما تومار                 | اليابان · كيكو هاتوري · ميغومي اينو · يوكيه ناكاياما        | كوريا الشمالية · تشاي هاي كيونغ · باك يونغ هوي · يانغ سول أي |
| السكيت        | أنجيلينا ميشوك · كازاخستان                                        | دينا الطباخي · قطر                                          | ناوكو ايشيهارا · اليابان                                     |
| السكيت (فرق)  | كازاخستان · جانييا أيدارخانوفا · إلفيرا أكشورينا · أنجيلينا ميشوك | كوريا الشمالية · كيم هيانغ سون · كيم ميونغ هوا · كيم أون هي | قطر · أمل الرفيعة · ريم الشرشاني · دينا الطباخي              |

## جدول الميداليات
*   البلد المضيف (مضيف)
| المرتبة | فريق                     | ذهبية | فضية | برونزية | المجموع |
| ------- | ------------------------ | ----- | ---- | ------- | ------- |
| 1       | الكويت                   | 3     | 2    | 1       | 6       |
| 2       | الهند                    | 3     | 0    | 2       | 5       |
| 3       | الإمارات العربية المتحدة | 2     | 2    | 1       | 5       |
| 4       | كازاخستان                | 2     | 1    | 2       | 5       |
| 5       | قطر                      | 0     | 3    | 1       | 4       |
| 6       | اليابان                  | 0     | 1    | 2       | 3       |
| 7       | كوريا الشمالية           | 0     | 1    | 1       | 2       |
| المجموع | المجموع                  | 10    | 10   | 10      | 30      |

## روابط خارجية
- الاتحاد الآسيوي للرماية